# Eucharistický zázrak

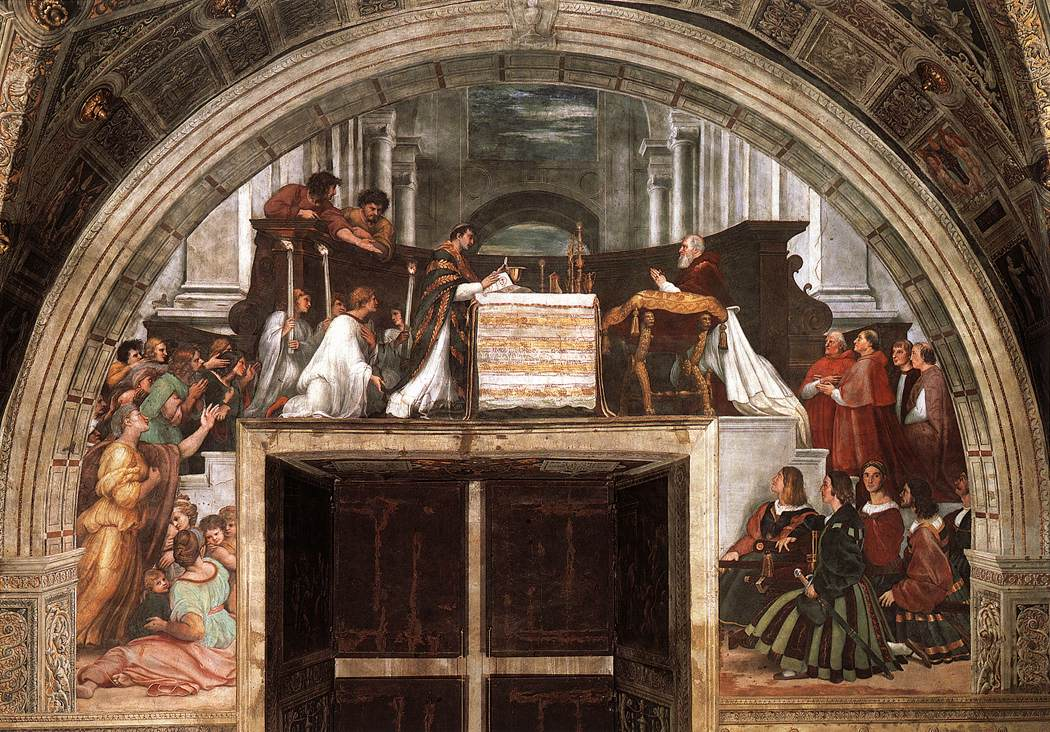
Mše v Bolseně, při které se udál eucharistický zázrak. Hostie v rukou kněze Petra z Prahy začala během přepodstatnění krvácet (Raffael Santi, 1512)

Eucharistický zázrak je označení pro fenomén týkající se projevené reálné přítomnosti Krista v eucharistii. Takový zázrak může být provázen fyzickou proměnou hostie či vína během mše, nebo také zvláštním působením na osoby v okolí v některých situacích, jako je náboženská konverze či uzdravení.

## Historie

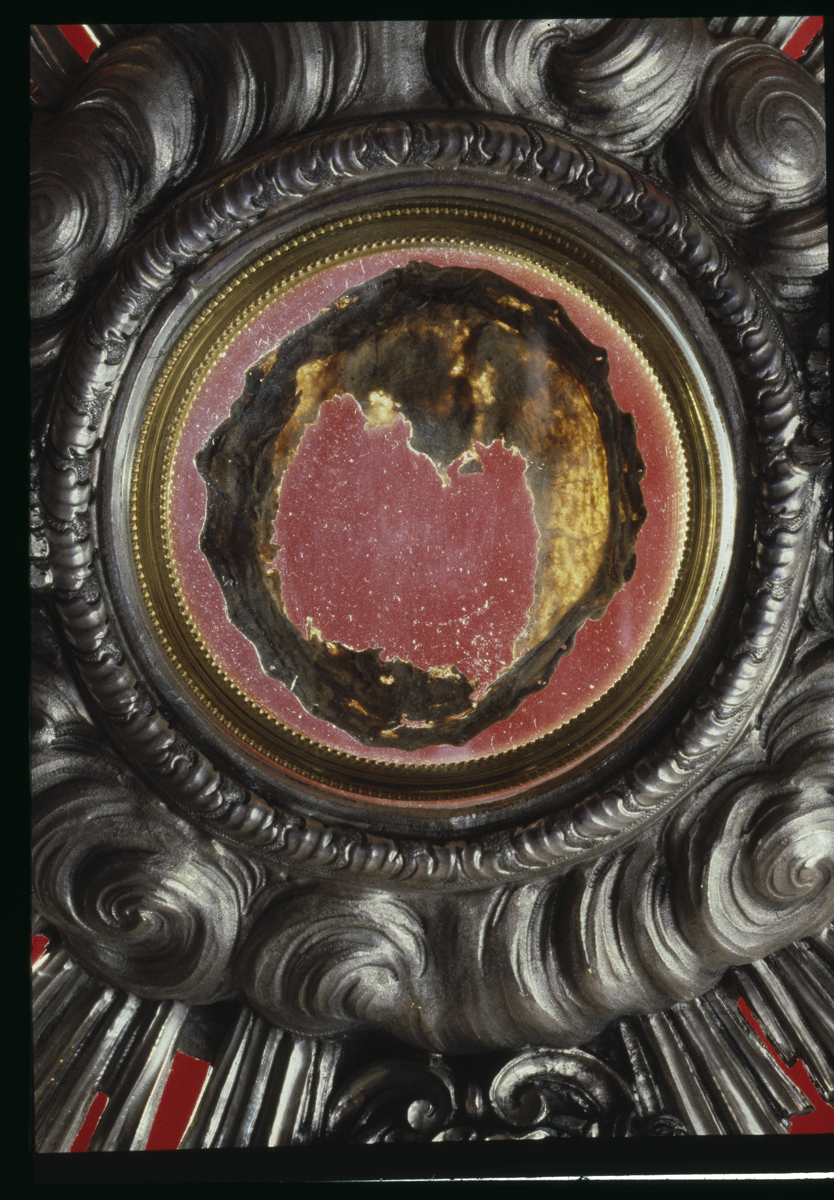
Hostie z Lanciana (8. století)

První zaznamenaný případ, kdy se hostie a víno viditelně přepodstatnila, je datován do 8. století. Odehrál se v italském městě Lanciano. V letech 1970–1971 a poté v roce 1981 pracoval lékařský tým pod vedením profesora Odoarda Linoliho na zkoumání hostie a vína. Výzkum byl zdokumentován sérií mikroskopických fotografií se zvětšením 100–400krát. Závěry jejich výzkumu potvrzují, že došlo k přepodstatnění a sdělují, že původní hostie je masem (srdeční svalovou tkání) a víno krví. Obojí patřící totožné lidské bytosti. Roku 1263 se odehrál podobný úkaz. Knězi Petrovi z Prahy při mši svaté v Bolseně v rukou během pozdvihování hostie krvácet, což viděli i přítomní věřící a případ se stal předmětem církevního i světského zkoumání. Papež Urban IV. zázrak církevně schválil a pověřil Tomáše Akvinského k napsání mešního řádu pro nově ustanovený svátek – Slavnost Těla a Krve Páně.
Kromě samotné fyzické přeměny hostie na maso či vína na krev (skupiny AB), patří k eucharistickým zázrakům též působení konsekrované hostie na člověka. Takové působení může mít za následek snížené (či zcela potlačené) potřeby přijímat potravu. Například blahoslavená Anna Kateřina Emmerichová posledních 12 let života nepřijímala jinou stravu, než svaté přijímání.

## Analýza vzorků
Většina hostií, které byly součástí eucharistického zázraku byla podrobena vědeckému zkoumání. Na popud arcibiskupa Bergoglia (po r. 2013 papeže Františka) byl vědecky zkoumán eucharistický zázrak z Buenos Aires. Na konci roku 1999 byl požádán lékař Ricardo Gomez Castañón (neuropsycholog a neurofyziolog) ke zkoumání vzorků, pocházejících z událostí v Buenos Aires z let 1992 a 1996. Jak sdělil v lednu 2000 periodiku argentinské armády, vzorky obsahovaly lidskou DNA. Lékař John Walker ze Sydney byl také požádán, aby vzorky ověřil. Jeho závěr byl, že se jedná o svalové buňky a krvinky, odebrané člověku, který utrpěl trauma, jelikož je na nich možné pozorovat zánětlivé změny. Walker o svých závěrech informoval Castañóna v roce 2003.
Zkoumání provedl v New Yorku v roce 2005 také dr. Frederick Zugibe, forenzní expert, jehož zkoumání byli přítomni novinář Mike Willesee a právník Ron Tesoriero. Jeho závěry byly následující:

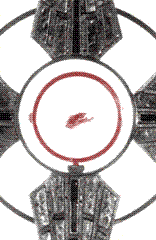
Předmětná hostie z roku 1996 v Buenos Aires

| „                      | Analyzovaný materiál je fragmentem tkáně srdečního svalu, vyňatý z levé komory srdeční v blízkosti chlopně. Tento sval odpovídá za kontrakci srdce a je třeba připomenout, že levá srdeční komora vhání krev do všech částí těla. Tkáň zkoumaného srdečního svalu vykazuje zánět, což dokládá zvýšený počet bílých krvinek, který dosvědčuje, že v momentu odebrání vzorku bylo srdce živé, neboť bílé krvinky mimo žijící organismus umírají. Bílé krvinky navíc pronikly do svalové tkáně a tato skutečnost nasvědčuje tomu, že srdce utrpělo těžký stres, jako by na hrudník jeho majitele dopadaly tvrdé rány. | “ |
| — dr. Frederick Zugibe | |   |

## Kritika
Vůči eucharistickým zázrakům byly již ve středověku vznášeny výhrady rázu teologického (např. ze strany Tomáše Akvinského či Mikuláše Kusánského). Následně je odmítla spolu s celou koncepcí transsubstanciace i reformace.
Pokud se týče některých eucharistických zázraků, lze je dle názorů skeptiků vysvětlit například přítomnosti enterobakterie Serratia marcescens (Bacterium prodigiosum), která vytváří barvivo prodigiosin, jež může hostii zbarvit červeně. Obdobné účinky může mít na hostii plíseň Neurospora crassa, což nicméně nepřínáší odpověď na nálezy krvinek, masa a DNA.